# エア・ベルリン

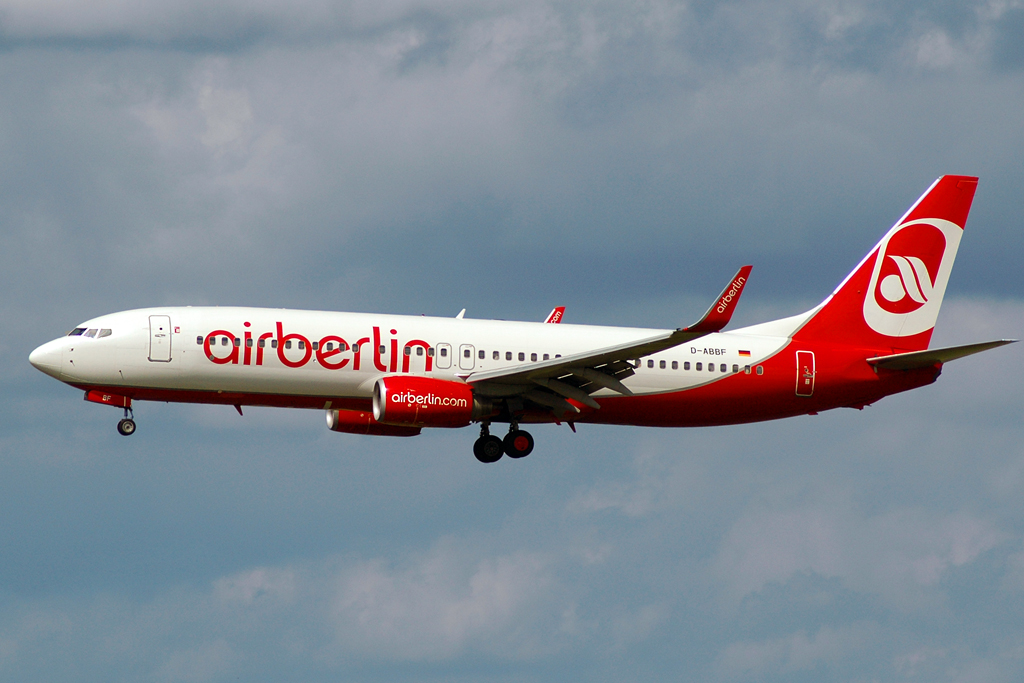
ボーイング737-800

エア・ベルリン（Air Berlin）は、かつてドイツを拠点として活動していた航空会社である。
ベルリン、デュッセルドルフ、ミュンヘン、ニュルンベルク、ケルンなどを中心に、ヨーロッパ各都市に就航するほか、北米、カリブ海諸国、アフリカにも就航し、近年では格安航空会社 (LCC) に分類されていた。航空券の座席予約システム（CRS）は、アマデウスITグループが運営するアマデウスを利用していた。

## 歴史

### 創業
第二次世界大戦後の冷戦下におけるドイツにおいては、ルフトハンザドイツ航空などの西ドイツの航空会社は西ベルリンには乗り入れることが出来なかった。

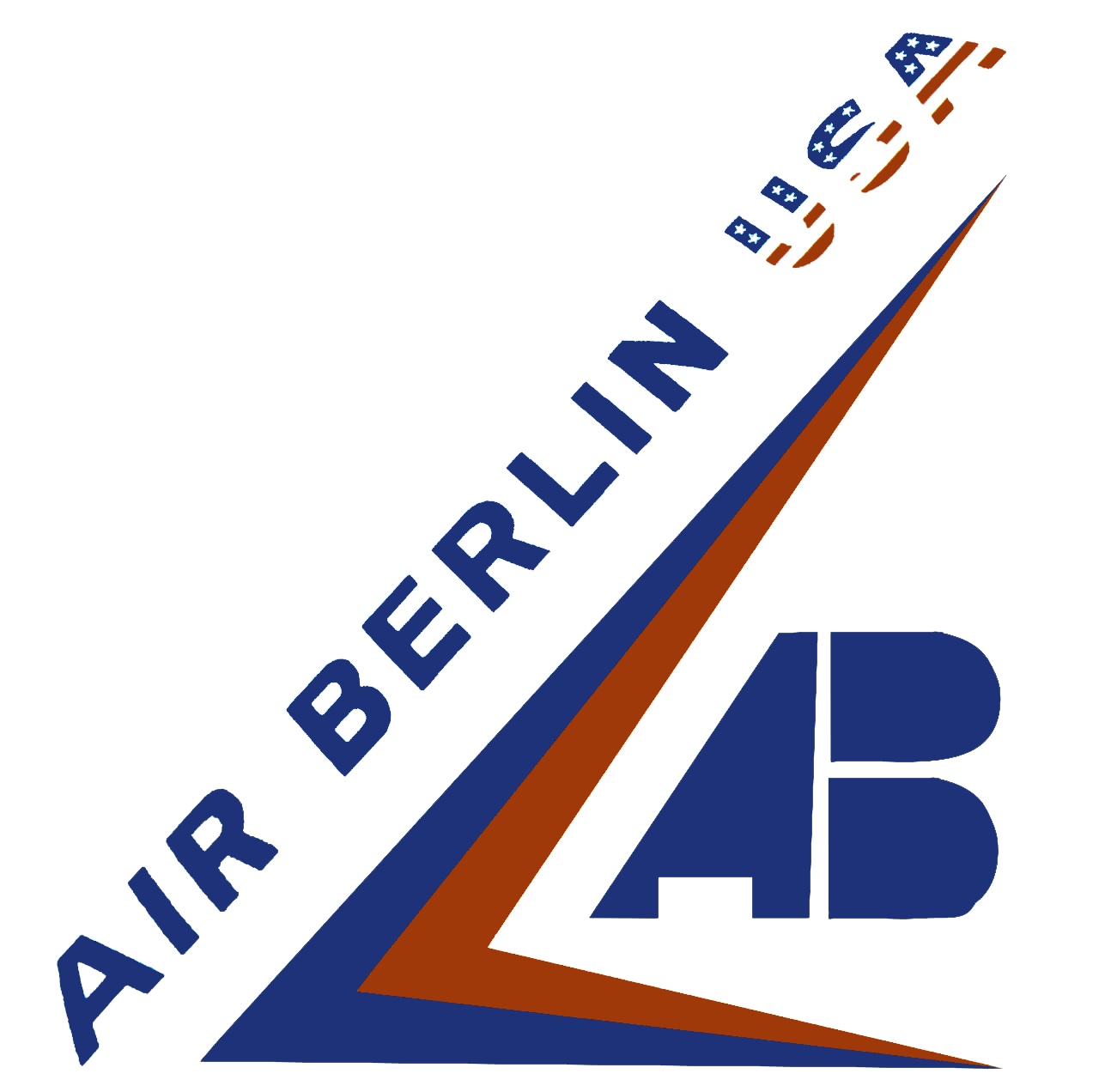
1978年から使用されたエア・ベルリン USAのロゴ

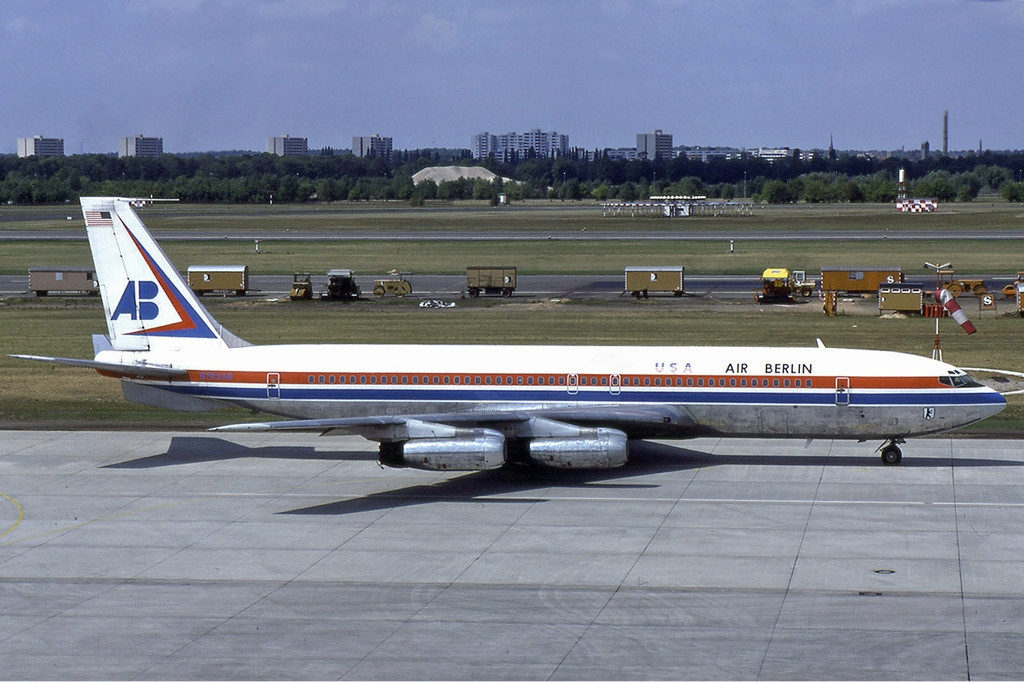
ボーイング 707-300

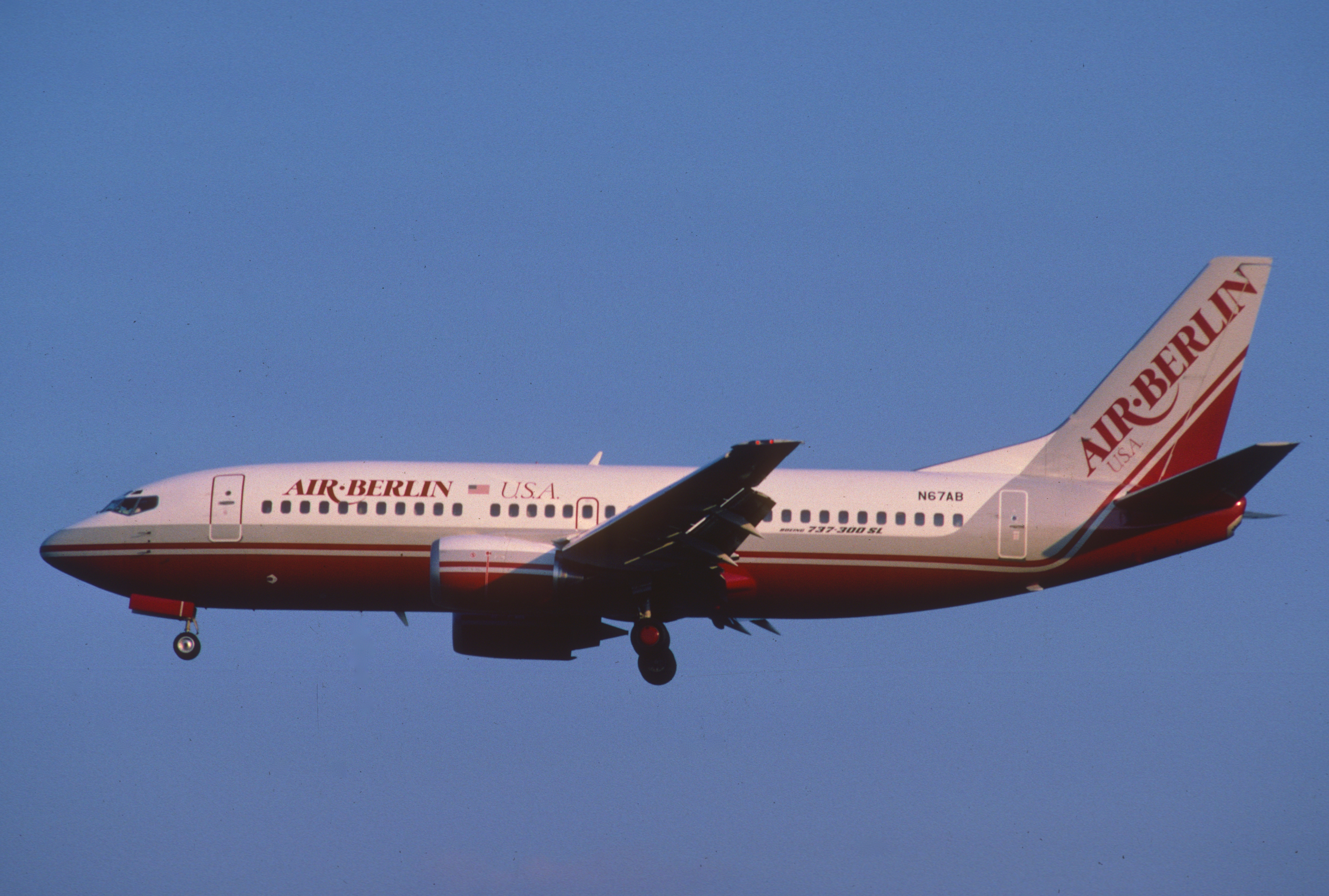
塗装変更を行ったボーイング 737-300

パンアメリカン航空のパイロットだったキム・ラングレンがここに目をつけて、1978年にアメリカのオレゴン州において「Air Berlin Inc.」として創業。ボーイング707などで「アメリカの航空会社」として、西ベルリンと西ドイツ各地や西ヨーロッパ、地中海地域のリゾート地などとの路線を運航していた。

### 本社移動

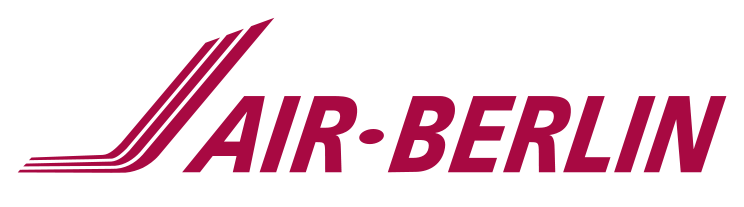
1986年から2008年まで使用されていたロゴ

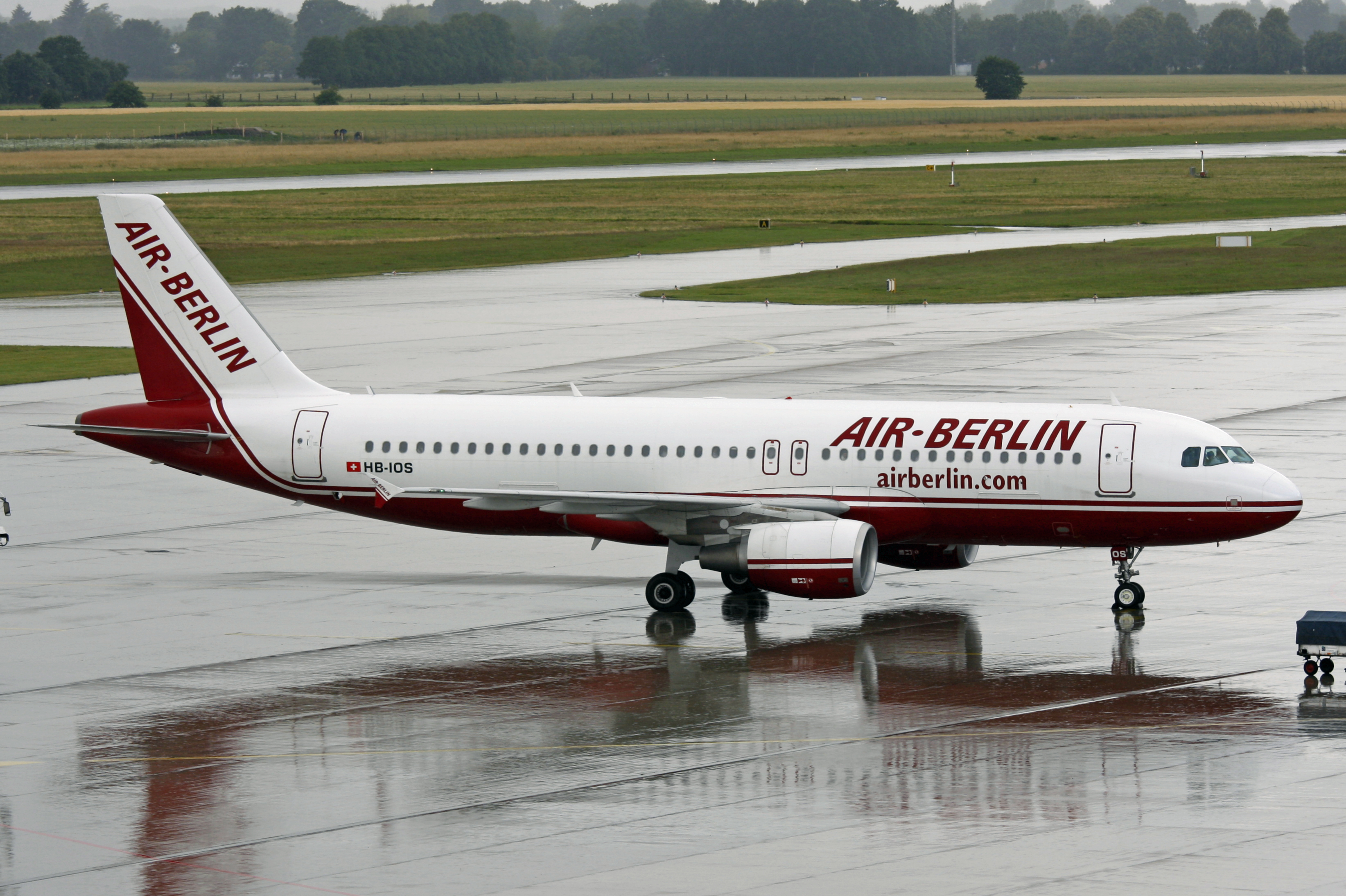
エアバス A320-200

東西ドイツ統一後の1991年、ドイツに「Air Berlin GmbH & Co. Luftverkehrs KG」を設立し、ドイツに資本を移す。1993年にはボーイング社から26機の新規機材を調達することに成功した。1997年、IATA加盟。2004年、オーストリアの格安航空会社ニキ航空の株式24%を取得。「low fares alliance」として提携関係にある。

### 拡大

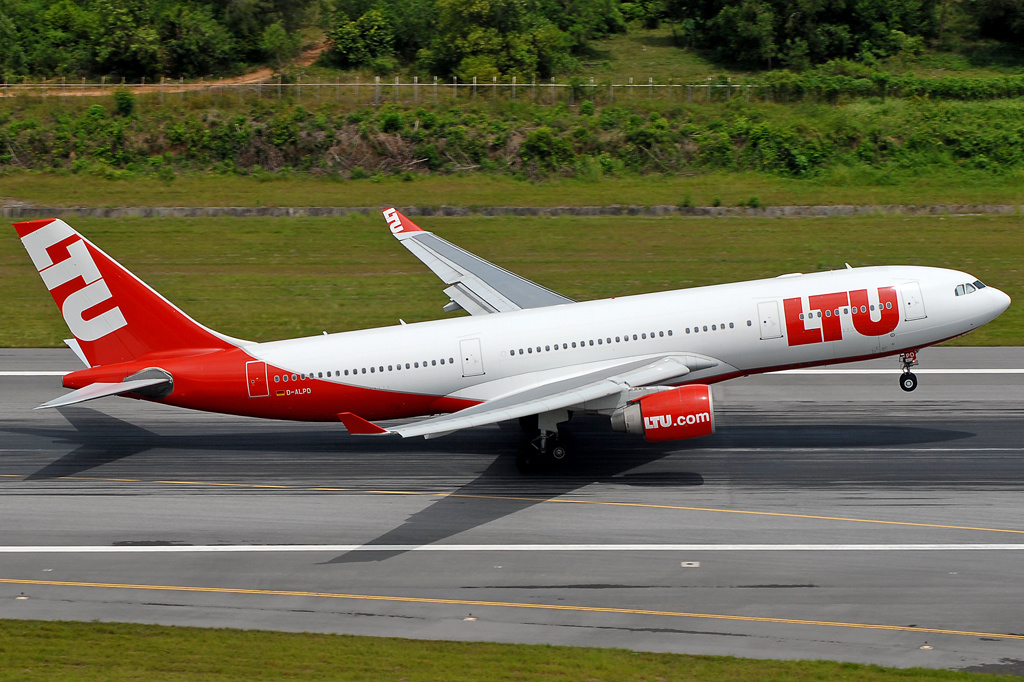
LTUインターナショナルのエアバス A330-200

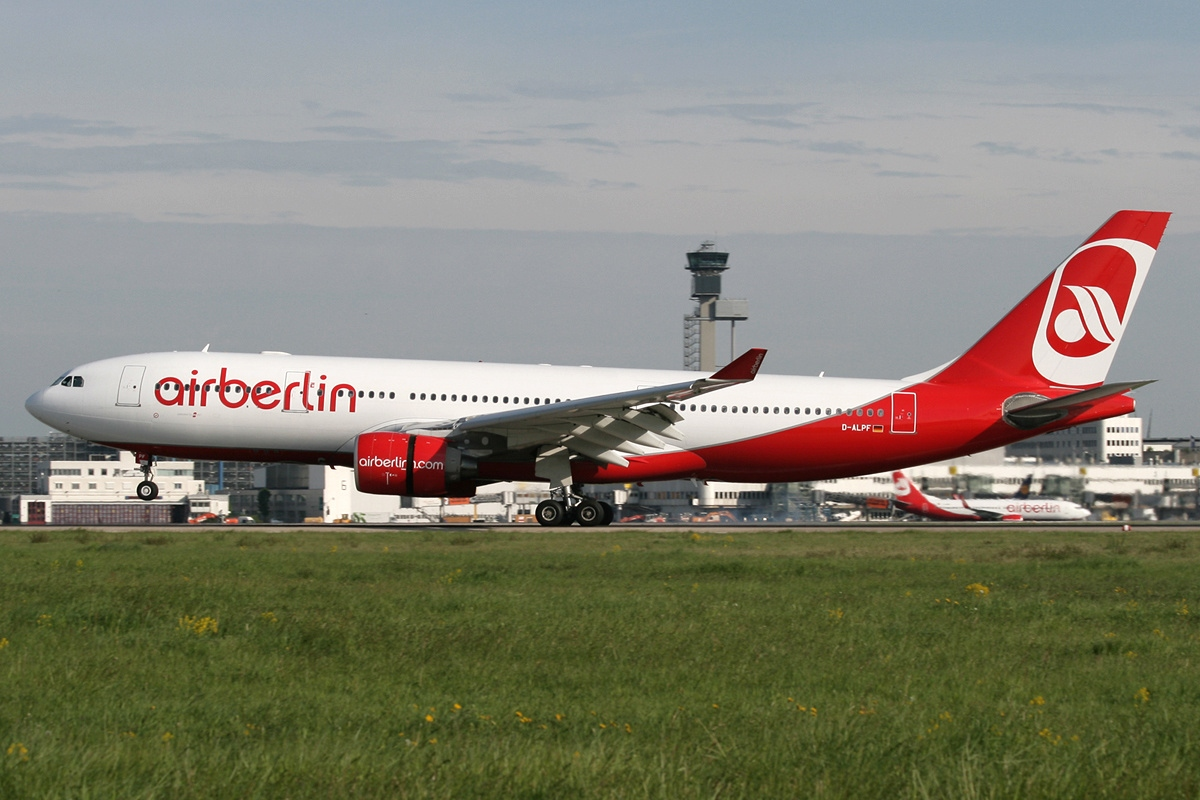
エア・ベルリンのロゴがされた旧LTU所属のエアバス A330-200

2006年には、ミュンヘンの格安航空会社・DBA（旧 Deutsche BA）を完全子会社化し、別ブランドで就航を続けていたが、翌年これを解消している。また、2007年にはデュッセルドルフ空港を拠点とするLTUインターナショナルを買収。こうした拡大路線により、ヨーロッパで6番目の規模を持つ航空会社グループを形成した。また、ペガサス航空と提携して、トルコでチャーター便の運航をしていた事があった。

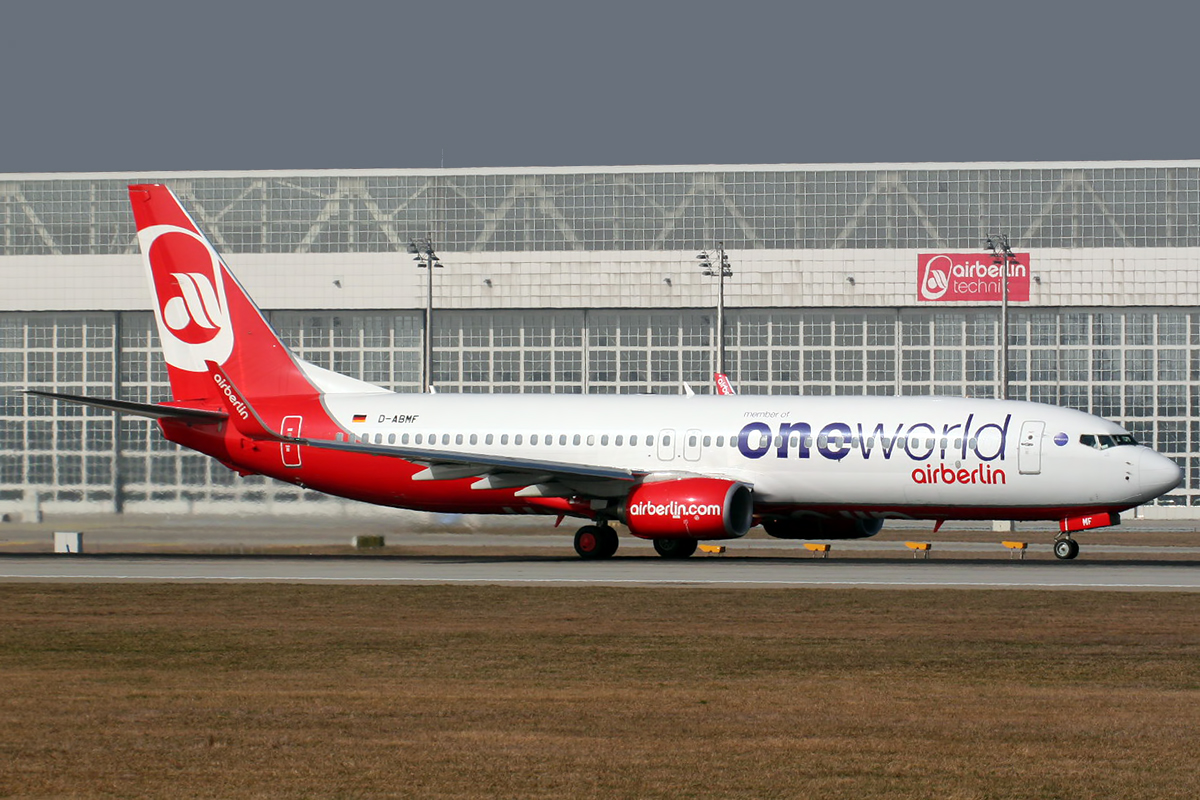
ワンワールド塗装のボーイング 737-800

2012年3月20日から航空連合のワンワールドに加盟。記念式典は2012年6月3日のベルリン・ブランデンブルク国際空港開港と同時に行う予定で、式典にあわせてワンワールド特別塗装機もお披露目される予定だったが、当初の開港予定より遅れたため同時に行うことはできなかった。なお、ブランデンブルク国際空港の開港はその後も延期され、2020年にようやく開業した。
ワンワールドの他、エティハド航空と提携しており、日本への乗り入れは2012年12月よりエティハド航空とのコードシェア便（成田､中部）で実施していた。そのため公式パンフレットや機内モニターなどでは日本への就航地として東京（成田）と名古屋（中部）が記載されている。2014年10月には、ジェットエアウェイズやセーシェル航空などと共に“エティハド航空パートナーズ”を発足させた。

### 破綻へ

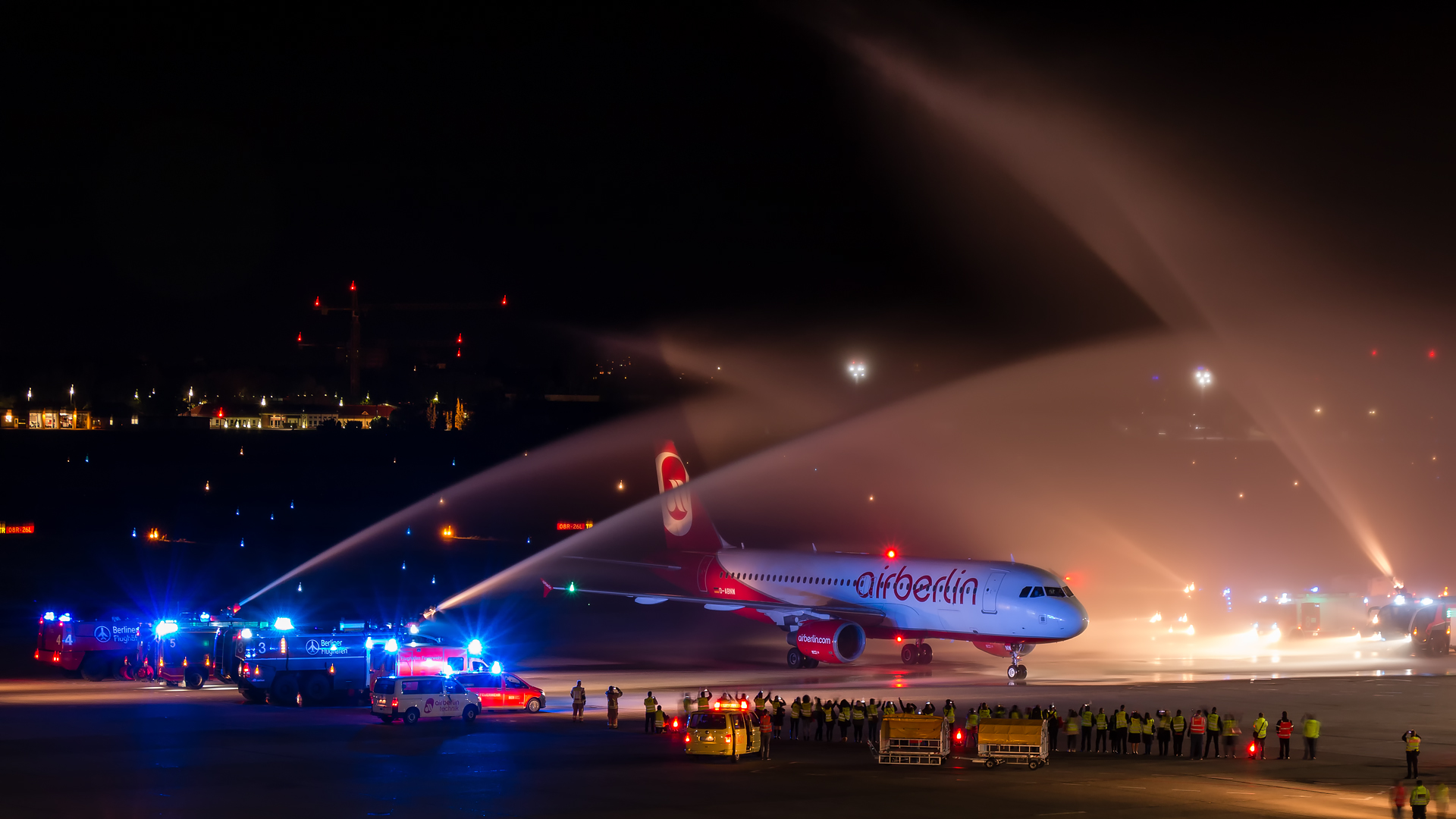
ベルリン・テーゲル空港に到着したエア・ベルリン6210便（「BER4EVR」）が放水アーチで迎えられる場面

2008年以降、エア・ベルリンは苦しい経営が続き、エティハド航空がマイレージサービス『トップボーナス』を運営する子会社の株式を取得したり、パイロットを受け入れるなどしたほか、機材納入時期の見直しやボーイング787の発注キャンセル等を行ってきた。
2017年2月からは機材と乗員の一部をライバル・ルフトハンザグループのオーストリア航空とユーロウイングスにウェット・リースしている。さらに傘下のニキ航空株の一部をエティハド航空に売却の上で、ニキ航空をベースにドイツの旅行会社・トゥイグループとレジャー航空会社を設立する計画もあったが、これについては頓挫した。
経営の立て直しを続けてきたにもかかわらず、2016年度は7億8190万ユーロの赤字を計上。2017年8月15日、エティハド航空からの支援が打ち切られたことで破産手続き申請を行った。ドイツ政府とルフトハンザ・グループの支援により、運航は継続されていた が、同年9月12日には、エア・ベルリン側のパイロット約200人が病欠し、約100便の運航を停止せざるを得ないなど会社の経営と評価にダメージを与える出来事もあった。会社の再建に向けた動きは行き詰まり、同年10月27日を最後に全便の運航を停止、ワンワールドからも退会することとなった。
同日の2017年10月27日に運航された、ミュンヘン発ベルリン・テーゲル行き エア・ベルリン6210便がエア・ベルリンの最終便となった。なお、航空管制に於いて通常の法則に則った場合、当該便のコールサインは「BER6210」と「会社名+便名」を用いることになるが、この最終便のコールサインは「forever（永遠に）」を捩った「BER4EVR」という特別なコールサインが用いられた。その後、エア・ベルリンの従業員の大部分について、ルフトハンザ・ドイツ航空が受け入れることを表明し、事実上ルフトハンザに吸収される形となった。保有機材のうちの81機はルフトハンザ・グループ、25機はイギリスのイージージェットが引き継ぐ見通しで議論が続いている。

## 就航都市

### アフリカ
エジプト
- フルガダ – フルガダ国際空港
- マルサ・アラム（英語版） – マルサ・アラム国際空港
- シャルム・エル・シェイク – シャルム・エル・シェイク国際空港

モロッコ
- アガディール – アガディール・アル・マシーラ空港
- マラケシュ – マラケシュ・メナラ空港

チュニジア
- エンフィダ（英語版） – エンフィダ＝ハンマメット国際空港

### アメリカ
バルバドス
- ブリッジタウン – グラントレー・アダムス国際空港 [季節運航][20]

キューバ
- ハバナ – ホセ・マルティ国際空港
- バラデーロ – フアン・グアルベルト・ゴメス空港（英語版）

キュラソー島
- ウィレムスタッド – ハト国際空港

ドミニカ共和国
- ラ・ロマーナ – ラ・ロマーナ国際空港（英語版） [季節運航][21]
- プエルト・プラタ – グレゴリオ・ルペロン国際空港
- プンタカナ – プンタカナ国際空港

メキシコ
- カンクン – カンクン国際空港

アメリカ合衆国
- ボストン – ジェネラル・エドワード・ローレンス・ローガン国際空港[22]
- シカゴ – シカゴ・オヘア国際空港
- フォートマイヤーズ – サウスウエスト・フロリダ国際空港
- ロサンゼルス – ロサンゼルス国際空港
- マイアミ – マイアミ国際空港
- ニューヨーク – ジョン・F・ケネディ国際空港
- サンフランシスコ – サンフランシスコ国際空港[22]

### アジア
イスラエル
- テルアビブ – ベン・グリオン国際空港

トルコ
- アンタルヤ – アンタルヤ空港

アラブ首長国連邦
- アブダビ – アブダビ国際空港
- ドバイ – アール・マクトゥーム国際空港

### ヨーロッパ
オーストリア
- グラーツ – グラーツ空港
- インスブルック – インスブルック空港 [季節運航]
- ザルツブルク – ザルツブルク空港
- ウィーン – ウィーン国際空港

ブルガリア
- ソフィア – ソフィア空港

クロアチア
- ドゥブロヴニク – ドゥブロヴニク空港（英語版）[季節運航][23]
- プーラ – プーラ空港（英語版） [季節運航] (begins 13 July 2016)[23]
- リエカ – リエカ空港（英語版） [季節運航] (begins 15 July 2016)[23]
- スプリト – スプリト空港（英語版） [季節運航]
- ザダル – ザダル空港 [季節運航] (begins 12 July 2016)[23]

チェコ
- プラハ - ヴァーツラフ・ハヴェル・プラハ国際空港

デンマーク
- ビルン - ビルン空港
- コペンハーゲン – コペンハーゲン空港

フィンランド
- ヘルシンキ – ヘルシンキ・ヴァンター国際空港

フランス
- カルヴィ – カルヴィ・サントカトリーヌ空港（英語版） [seasonal]
- ニース – コート・ダジュール空港
- パリ – パリ＝シャルル・ド・ゴール空港 [パリ＝オルリー空港より変更(2017)]

ドイツ
- ベルリン – ベルリン・テーゲル空港 ハブ空港
- ケルン/ボン – ケルン・ボン空港
- ドレスデン – ドレスデン空港
- デュッセルドルフ – デュッセルドルフ空港 ハブ空港
- フランクフルト – フランクフルト空港
- フリードリヒスハーフェン – フリードリヒスハーフェン空港 [季節運航]
- ハンブルク – ハンブルク空港 焦点都市
- ハノーファー – ハノーバー空港
- カールスルーエ/バーデン＝バーデン – カールスルーエ・バーデン＝バーデン空港
- ライプツィヒ/ハレ – ライプツィヒ・ハレ空港
- ミュンヘン – ミュンヘン国際空港 焦点都市
- ミュンスター/オスナブリュック – ミュンスター・オスナブリュック国際空港
- ニュルンベルク – ニュルンベルク空港
- パーダーボルン/リップシュタット – パーダーボルン/リップシュタット空港（英語版）
- ザールブリュッケン – ザールブリュッケン空港
- シュトゥットガルト – シュトゥットガルト空港 焦点都市
- ヴェスターラント（英語版） – ズュルト空港（英語版）

ギリシャ
- ケルキラ島 – ケルキラ国際空港 [季節運航]
- イラクリオン – イラクリオン国際空港 [季節運航]
- カルパトス島 – カルパトス島国営空港（英語版） [季節運航]
- カヴァラ – カヴァラ国際空港（英語版） [季節運航]
- コス島 – コス島国際空港（英語版） [季節運航]
- ミティリーニ – ミティリーニ国際空港（英語版） [季節運航]
- パトラ – アラクソス空港（英語版） [季節運航]
- プレヴェザ – アクティオン国営空港（英語版） [季節運航]
- ロドス島 – ロドス国際空港 [季節運航]
- サモス島 – サモス国際空港（英語版） [季節運航]
- テッサロニキ – テッサロニキ・マケドニア国際空港 [季節運航]
- ザキントス島 – ザキントス国際空港（英語版） [季節運航]

ガーンジー
- ガーンジー – ガーンジー空港 [季節運航]

ハンガリー
- ブダペスト – リスト・フェレンツ国際空港

アイスランド
- レイキャヴィーク – ケプラヴィーク国際空港 [季節運航]

イタリア
- バーリ – バーリ国際空港
- ブリンディジ – ブリンディジ空港（英語版）
- カリャリ – カリャリ＝エルマス空港 [季節運航]
- カターニア – カターニア・ファンタナロッサ空港
- フィレンツェ – フィレンツェ・ペレトラ空港
- ラメーツィア・テルメ – ラメーツィア・テルメ空港 [季節運航]
- ミラノ - ミラノ・リナーテ空港
- ナポリ – ナポリ空港
- オルビア – オルビア・コスタ・スメラルバ空港（英語版）
- リミニ - リミニ空港 [季節運航]
- ローマ – フィウミチーノ空港
- ヴェネツィア – ヴェネツィア・テッセラ空港

ジャージー
- セント・ヘリア – ジャージー空港 [季節運航]

マルタ
- ルア – マルタ国際空港 [季節運航]

モンテネグロ
- ティヴァト – ティヴァト空港 [季節運航]

ポーランド
- クラクフ – バリツェ空港
- ワルシャワ – ワルシャワ・ショパン空港

ポルトガル
- ファロ – ファロ空港
- フンシャル – マデイラ空港
- ポンタ・デルガダ – ポンタ・デルガダ空港
- テルセイラ島 - ラジェス空港

ルーマニア
- ブカレスト – アンリ・コアンダ国際空港

セルビア
- ベオグラード - ベオグラード・ニコラ・テスラ空港

スペイン
- アリカンテ – アリカンテ＝エルチェ空港
- アレシフェ – ランサローテ空港
- バルセロナ – バルセロナ＝エル・プラット空港
- フエルテベントゥラ島 – フエルテベントゥラ空港
- イビサ島 – イビサ空港 [季節運航]
- ラス・パルマス・デ・グラン・カナリア – グラン・カナリア空港
- マドリード – アドルフォ・スアレス・マドリード＝バラハス空港
- マラガ – マラガ＝コスタ・デル・ソル空港
- メノルカ島 – メノルカ空港
- パルマ・デ・マヨルカ – パルマ・デ・マヨルカ空港
- サンタ・クルス・デ・ラ・パルマ – ラ・パルマ空港（英語版）
- テネリフェ – テネリフェ・スール空港

スウェーデン
- ヨーテボリ – ヨーテボリ・ランドヴェッテル空港
- ストックホルム – ストックホルム・アーランダ空港

スイス
- バーゼル – ユーロエアポート・バーゼル＝ミュールーズ空港
- チューリヒ – チューリッヒ空港 焦点都市

## 特徴
エア・ベルリンは、格安航空会社に分類されていたが運賃は格安航空会社の中ではやや高めに設定されていて、機内サービスの提供なども行っていたため大手航空会社と格安航空会社の中間に位置づけることも出来る。代表的なところとして、以下のようなサービスが挙げられる。
- 座席指定制
- 機内誌の提供
- 機内での新聞のサービス
- 機内ドリンク、機内食の提供
- 機内エンターテイメント（テレビ、スカイマップ等）の提供
- ハブ空港での乗り継ぎ保証
- マイレージサービス

また、多くの格安航空会社が利用する中小空港（Secondary Airport）ではなく、大空港に就航する路線もあった。

## 機材

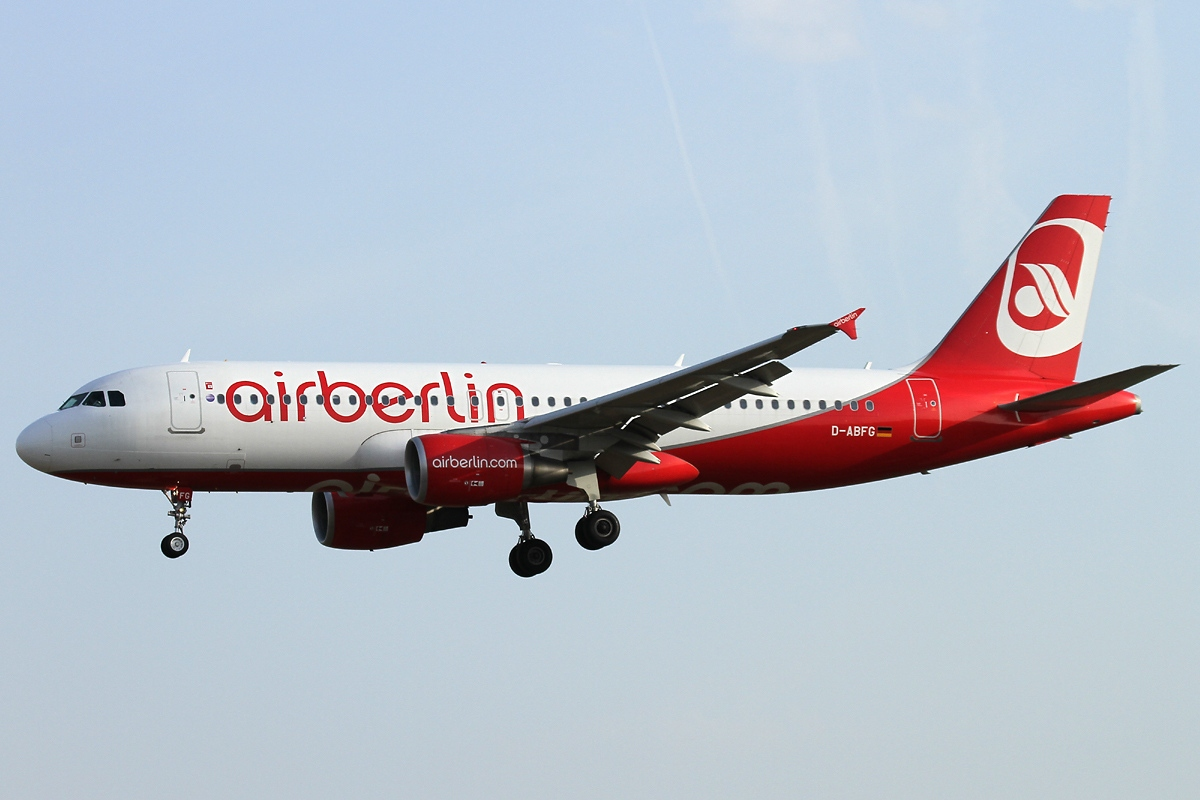
エア・ベルリン エアバスA320

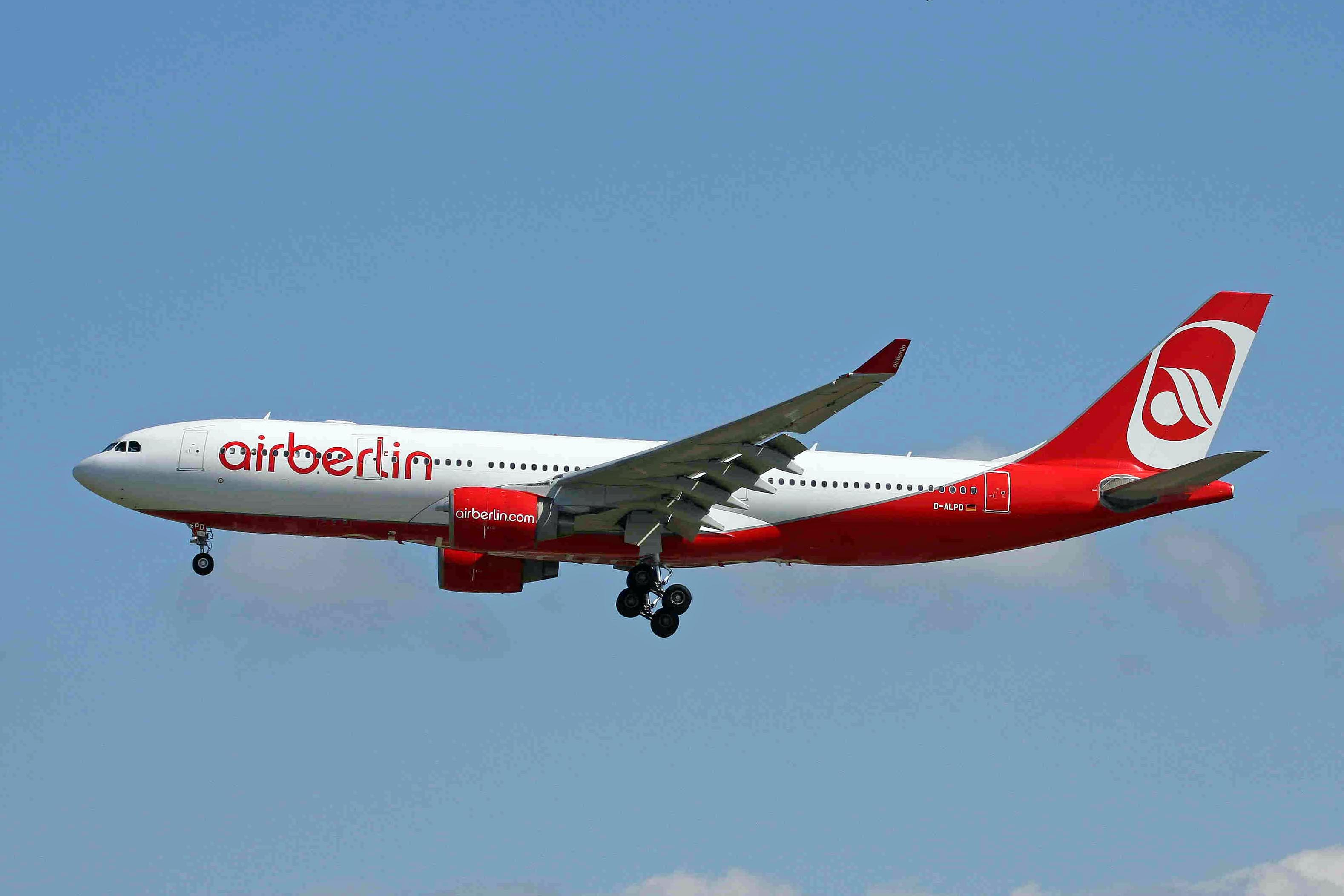
エア・ベルリン(旧 LTU国際航空) エアバスA330-300

エア・ベルリンの運航機材（2017年9月現在）

### 過去の保有機材
- エアバスA330-300
- エアバスA321
- ボーイング737-300・400・500
- ボーイング 737-700・800
- フォッカー 100
- ボーイング757-200
- エンブラエルERJ-190
- BAe 146
- マクドネル・ダグラス MD-83
- ATR 72